# Liste der Kulturdenkmale in Regis-Breitingen

Wappen von Regis-Breitingen

Die Liste der Kulturdenkmale in Regis-Breitingen enthält die Kulturdenkmale in Regis-Breitingen.
Diese Liste ist eine Teilliste der Liste der Kulturdenkmale in Sachsen.

## Legende
- Bild: Bild des Kulturdenkmals, ggf. zusätzlich mit einem Link zu weiteren Fotos des Kulturdenkmals im Medienarchiv Wikimedia Commons. Wenn man auf das Kamerasymbol klickt, können Fotos zu Kulturdenkmalen aus dieser Liste hochgeladen werden:
- Bezeichnung: Denkmalgeschützte Objekte und ggf. Bauwerksname des Kulturdenkmals
- Lage: Straßenname und Hausnummer oder Flurstücknummer des Kulturdenkmals. Die Grundsortierung der Liste erfolgt nach dieser Adresse. Der Link (Karte) führt zu verschiedenen Kartendiensten mit der Position des Kulturdenkmals. Fehlt dieser Link, wurden die Koordinaten noch nicht eingetragen. Sind diese bekannt, können sie über ein Tool mit einer Kartenansicht einfach nachgetragen werden. In dieser Kartenansicht sind Kulturdenkmale ohne Koordinaten mit einem roten bzw. orangen Marker dargestellt und können durch Verschieben auf die richtige Position in der Karte mit Koordinaten versehen werden. Kulturdenkmale ohne Bild sind an einem blauen bzw. roten Marker erkennbar.
- Datierung: Baubeginn, Fertigstellung, Datum der Erstnennung oder grobe zeitliche Einordnung entsprechend des Eintrags in der sächsischen Denkmaldatenbank
- Beschreibung: Kurzcharakteristik des Kulturdenkmals entsprechend des Eintrags in der sächsischen Denkmaldatenbank, ggf. ergänzt durch die dort nur selten veröffentlichten Erfassungstexte oder zusätzliche Informationen
- ID: Vom Landesamt für Denkmalpflege Sachsen vergebene, das Kulturdenkmal eindeutig identifizierende Objekt-Nummer. Der Link führt zum PDF-Denkmaldokument des Landesamtes für Denkmalpflege Sachsen. Bei ehemaligen Kulturdenkmalen können die Objektnummern unbekannt sein und deshalb fehlen bzw. die Links von aus der Datenbank entfernten Objektnummern ins Leere führen. Ein ggf. vorhandenes Icon  führt zu den Angaben des Kulturdenkmals bei Wikidata.

## Regis-Breitingen
| Bild                                    | Bezeichnung | Lage                                  | Datierung                                         | Beschreibung | ID       |
| --------------------------------------- | --- | ------------------------------------- | ------------------------------------------------- | --- | -------- |
|                                         | Marktbrunnen; Halbfaßbrunnen | Am Markt (Karte)                      | bez. 1913 (Brunnen)                               | Das Brunnenbecken mit einer männlichen Figur, zur Erinnerung an den Kaufmann Adolf Halbfaß, den Inhaber der Flanschenfabrik im Ort, von ortsgeschichtlicher und künstlerischer Bedeutung. Der Brunnen und die Figur sind aus Kunststein gearbeitet, zwei Brunnenbecken und achteckige Säule mit Standfigur eines Gesenkschmieds mit Hammer, Inschrift: „Ohn Wasser kein Leben, ohn Arbeit kein Streben, wo beides zu Haus Bleibt Segen nicht aus“. | 09259952 |
| Weitere Bilder                          | Wohnhaus, Seitengebäude (mit Oberlaube) und Scheune eines Ackerbürgerhofes | Am Markt 1 (Karte)                    | bez. 1808                                         | Ein ortsbildprägendes Wohnhaus, im Erdgeschoss Bruchstein, das Obergeschoss Fachwerk, ein Segmentbogenportal und die mächtige Tordurchfahrt in Porphyrtuff, als hervorragendes Beispiel der ortstypischen Bebauung am Marktplatz baugeschichtlich von Bedeutung. - Wohnhaus: zwei Geschosse, Putzbau, das Erdgeschoss aus Bruchsteinmauerwerk, die Fenster mit Porphyrrahmungen, im Obergeschoss Fachwerk sichtbar doch aufgedoppelt auf Wärmedämmung (Lehmausfachung), profilierte Holztraufe, der Dachstuhl alt, die Fenstergrößen größtenteils original, Fenster neu, die Tordurchfahrt mit Flachbogen mit Keilsteinen über Pilasterpfeilern aus Porphyrtuff, Holztor mit Kugeln alt, ein Keilstein mit Reliefdarstellung „Pflügender Bauer“ bezeichnet S.F. R. 1809, hoher Keller. - Stall: Erdgeschoss Bruchsteinmauerwerk verputzt, Obergeschoss Sichtfachwerk mit Oberlaube (Lehmausfachung), vier Korbbögen, Fenster neu, ein Garageneinbau - Scheune: Bruchsteinbau mit einem großen Tor, Dachstuhl alt, Fachwerk aufgemalt (hofseitig) und zwei Garageneinbauten. | 09259953 |
| Direkt Bild zu diesem Denkmal hochladen | Wohnhaus und Nebengebäude eines ehemaligen Ackerbürgerhofes | Am Markt 2 (Karte)                    | um 1810                                           | Beide Gebäude mit sind mit ihrem Fachwerkobergeschoss Bestandteil der Bebauung am Marktplatz, damit baugeschichtlich und ortsgeschichtlich von Bedeutung. Ein Winkelhof mit traufständigem Wohnhaus, Fachwerkobergeschosse teils verputzt, ein kleines Fachwerknebengebäude. Das Wohnhaus ist ein Putzbau, zwei Geschosse auf L-förmigem Grundriss mit Bruchsteinsockel, das Erdgeschoss aus Backstein, im Obergeschoss verputztes Fachwerk, eine profilierte Holztraufe, der Dachstuhl alt, die Fenstergrößen sind überwiegend original, Fenster neu einflüglig, braun dreiteilig, Eingang Kunststeinrahmung, Haustür und Oberlichter einfernt. Rückwärtig quer zum Wohnhaus Stallgebäude mit Speichertür mit Sichelbeschlag (barocke Form), weitere Speichertüren, Dachstuhl alt, Sichtfachwerk im Obergeschoss, Erdgeschoss Backstein und Bruchsteinmauerwerk, Nebengebäude Fachwerkbau mit Sichtfachwerk und Satteldach als kleines Speichergebäude genutzt, Sockel: Backstein und Bruchsteinmauerwerk, Keller des Wohnhauses mit Gewölben, Seitengebäude (Stall) vor 2012 abgebrochen. | 09259949 |
| Direkt Bild zu diesem Denkmal hochladen | Wohnhaus, Stallgebäude und Scheune sowie Hofmauer eines Ackerbürgerhofes | Am Markt 3 (Karte)                    | 1. Hälfte 19. Jh.                                 | Die Hofansicht des Wohnhauses mit Fachwerk-Obergeschoss, die Giebel und Marktansicht mit einfacher Putzgliederung. Ein weitgehend original erhaltener Bestandteil der Marktbebauung, damit baugeschichtlich von Bedeutung. Das zweigeschossige Wohnhaus ist ein Putzbau mit Putzgliederung, traufständig in Ecklage, das Erdgeschoss aus Backstein und Bruchsteinmauerwerk verputzt, Stockgesims Putz, im Obergeschoss verputztes Fachwerk, hofseitig teilweise sichtbar, die Fenstergrößen original, Fenster neu, zwei Giebelfenster alt, der Dachstuhl alt, das Dach als Krüppelwalmdach. Eine auskragende Traufe, die Fensterrahmen aus Putz, die Fenstersohlbänke aus Kunststein, Ecklisenen aus Putz, drei Steinstufen zum Portal, der Portalrahmen mit Keilstein aus Putz, die Toranlage in hoher Bruchstein- und Backsteinmauer, die Tür mit flachem Bogen. Die Scheune ist ein Putzbau, im Erdgeschoss Bruchsteinmauerwerk, das Obergeschoss Fachwerk verputzt, Sandsteingewände an Türen und Fenstern. | 09259954 |
| Direkt Bild zu diesem Denkmal hochladen | Wohnhaus, Seitengebäude, Scheune und Toreinfahrt eines Ackerbürgerhofes | Am Markt 8 (Karte)                    | um 1830                                           | Das große Gehöft in Fachwerkbauweise ist von ortsbildprägendem Charakter am Markt, die Wohnhausfassade zum Markt ist verputzt. Das Gebäude ist baugeschichtlich und ortsgeschichtlich von Bedeutung. Das Wohnhaus ist ein traufenständiger Putzbau, traufständig, das Obergeschoss besteht rückwärtig aus Sichtfachwerk, sonst verputzt. Das Dach ist ein Krüppelwalmdach, die Fenstergrößen sind weitgehend original, der Dachstuhl alt, die Deckung neu, eine profilierte Holztraufe. Im Giebel befindet sich eine Speicherluke, die Fenstergrößen sind verändert. Der Stall besteht aus Bruchsteinmauerwerk im Erdgeschoss, im Obergeschoss aus Sichtfachwerk mit drei Speichertüren, eine Speicherluke mit Aufzug aus den fünfziger Jahren, drei Garageneinbauten im Erdgeschoss wirken entstellend, eine auskragende Fachwerktraufe. Die Scheune ist Fachwerkbau mit zwei großen zusammenhängenden Toren, der Dachstuhl alt, dazu die Hofpflasterung. | 09259951 |
| Weitere Bilder                          | Schäferbrunnen | Am Schäferbrunnen (Karte)             | bez. 1939–1940                                    | In der alten Dorflage Breitingen ein Laufbrunnen mit Relief Hirte mit Schafen, von ortsgeschichtlicher und künstlerischer Bedeutung. Der Brunnen aus Muschelkalkstein und Kunststein, (Bildhauer Wilhelm Andreas), befindet sich in einer kleinen Grünanlage, Inschrift rückseitig: ERRICHTET IN DEN KRIEGSJAHREN/ 1939–1940/ ALSO IN DEN KAMPFJAHREN/ DIE GROSSDEUTSCHLANDS RECHT, FREIHEIT UND/ ZUKUNFT FÜR IMMER SICHER STELLEN SOLLEN. | 09259819 |
| Direkt Bild zu diesem Denkmal hochladen | Wohnstallhaus und im Winkel angebaute Scheune eines Dreiseithofes | Am Schäferbrunnen 5 (Karte)           | um 1820                                           | In der alten Dorflage Breitingen, ein giebelständiges Wohnstallhaus mit Fachwerkobergeschoss und Krüppelwalmdach, Fachwerkscheune, weitgehend original erhaltene Teile eines Bauernhofes in ortsbildprägender Lage, baugeschichtlich von Bedeutung. Das Wohnstallhaus besteht aus zwei Geschossen, ein Fachwerkobergeschoss über verputztem Bruchsteinerdgeschoss, Reste von Sandsteinrahmungen um Fenster und Türen, die Fenstergrößen original, Fenster alt, Krüppelwalmdach, Dachstuhl alt, ein vorgezogener Eingang mit Walmdach, die Haustür alt. | 09259857 |
| Direkt Bild zu diesem Denkmal hochladen | Wohnhaus (Umgebinde) und Scheune (mit Straßendurchfahrt) eines Bauernhofes | Am Schäferbrunnen 17 (Karte)          | Ende 18. Jh.                                      | In der alten Dorflage Breitingen ein Wohnhaus mit Fachwerkobergeschoss und Teilen des ehemaligen Umgebindes, die Giebelwand mit Putzgliederung, architektonisch bemerkenswerte Bestandteile eines ehemaligen Dreiseithofes damit baugeschichtlich von Bedeutung. Das Wohnhaus mit zwei Geschossen, Fachwerkobergeschoss mit Lehmausfachung über Bruchsteinmauerwerk, die Giebelwände gemauert, mit Putzgliederungen, drei Dachgauben aus dem 20. Jh., der Dachstuhl alt, die Fenstergrößen original. Die Scheune aus Backsteinmauerwerk und Zierfachwerk im Obergeschoss (verm. E. 19. Jh.), der Dachstuhl alt, eine Tür mit Sandsteinrahmungen. | 09259849 |
| Direkt Bild zu diesem Denkmal hochladen | Scheune eines ehemaligen Dreiseithofes | An der Schäferei 3 (Karte)            | Anfang 19. Jh.                                    | In der alten Dorflage Breitingen eine Fachwerkscheune in charakteristischer Nebengassenlage, baugeschichtlich von Bedeutung. Das Wohnstallhaus hatte ein Fachwerkobergeschoss über einem verputzten Bruchsteinmauerwerk, Krüppelwalmdach, Dachstuhl und Deckung alt, die Fenstergrößen original, die Fenster alt. Der Stall bestand aus verputztem Ziegelmauerwerk mit Kunststeinrahmungen, Kappengewölbe, der Dachstuhl ist alt. Die Scheune ist ein Fachwerkbau mit großem und kleinem Holztor. Das Wohnstallhaus (erbaut um 1800) und die Seitengebäude (um 1880 Stall) wurden vor 2012 abgebrochen. | 09259719 |
| Direkt Bild zu diesem Denkmal hochladen | Wohnhaus in halboffener Bebauung | Auenstraße 3 (Karte)                  | 1. Hälfte 19. Jh.                                 | Als Teil der ursprünglichen Ortsbebauung bedeutend für das Straßenbild und baugeschichtlich von Bedeutung. Der Putzbau besteht zwei Geschossen, das Erdgeschoss verputzt, das Obergeschoss aus verputztem Fachwerk, der Dachstuhl und Deckung sind alt, die Fenstergrößen überwiegend original erhalten, Krüppelwalmdach, ein dem geknickten Straßenverlauf folgender Baukörper. | 09259964 |
| Direkt Bild zu diesem Denkmal hochladen | Wohnstallhaus eines Ackerbürgerhofes | Auenstraße 15 (Karte)                 | um 1820 (Ackerbürgerhaus)                         | Ein traufständiger Bau, das Obergeschoss aus Fachwerk, als Teil der ursprünglichen Ortsbebauung an einer Platzanlage baugeschichtlich von Bedeutung. Der Putzbau mit zwei Geschossen steht auf einem Bruchsteinsockel, im Erdgeschoss sind Reste von verputztem Fachwerk, zum Teil Bruchsteinmauerwerk, die Bohlenstube mit Lehmausflechtwerkausfachung, das Obergeschoss verputzt, die Fenstergrößen sind original, im Obergeschoss befinden sich neue Fenster. Ein Anbau aus dem Jahr 1862 quer zum Hauptbau. | 09259968 |
| Direkt Bild zu diesem Denkmal hochladen | Transformatorenstation | August-Bebel-Straße (Karte)           | um 1925                                           | Der Putzbau mit Klinkergliederungen und Satteldach ist ein interessant gestalteter Zweckbau der 1920er Jahre, ein Zeugnis für Elektrifizierung des Ortes, technik- und versorgungsgeschichtlich von Bedeutung. | 09259986 |
| Direkt Bild zu diesem Denkmal hochladen | Häuslerhaus | Bachstraße 6 (Karte)                  | um 1800                                           | In der alten Dorflage Breitingen, hat das Gebäude ein Fachwerkobergeschoss über einem massiven Erdgeschoss, ein gut erhaltenes kleines Wohnhaus in der ursprünglichen Ortsbebauung, sozialgeschichtlich von Bedeutung. Die Fenstergrößen sind überwiegend original, der Dachstuhl und die Deckung alt, auskragende Traufe, mit Schuppenanbau. | 09259997 |
|                                         | Wohnhaus (Umgebinde) mit Seitengebäude eines Gehöfts | Bachstraße 23 (Karte)                 | 1665                                              | Ein traufständiges Gebäude in der alten Dorflage Breitingen, das Fachwerkobergeschoss mit Andreaskreuzen und Wilder-Mann-Figur, Reste von Umgebinde sind erhalten geblieben, als Teil der ursprünglichen Bebauung in ortsbildprägender Lage baugeschichtlich und ortsgeschichtlich von Bedeutung. Die Fenstergrößen sind original, die Fenster alt, die Haustür mit profilierter Kunststeinrahmung stammt aus dem Ende des 19. Jh. Ein rückwärtiger Anbau aus der Zeit um 1936. Das Nebengebäude ist ein Putzbau mit Kunststeingliederungen, Dachstuhl und Deckung sind alt, ein Tor mit Schleppdach stammt aus dem 19. Jh. | 09259998 |
|                                         | Wohnstallhaus, Seitengebäude und Scheune sowie Hofpflasterung eines Dreiseithofes | Forststraße 4 (Karte)                 | um 1850                                           | Das Wohnstallhaus ist ein Putzbau mit Drillingsfenstern im Giebel in der alten Dorflage Breitingen, die Seitengebäude mit Fachwerkobergeschoss, Fachwerkscheune, ein geschlossen erhaltenes Gehöft von ortsbildprägendem Charakter, baugeschichtlich und ortsgeschichtlich von Bedeutung. Die Fenstergrößen sind original, Speichertür und kleiner Taubenschlag, Krüppelwalmdach, Dachstuhl alt, Anbindung an die Scheune erfolgte 1906. | 09259929 |
| Weitere Bilder                          | Dorfkirche Breitingen: Kirche (mit Ausstattung) und Denkmal für die Gefallenen des Ersten Weltkrieges auf dem Kirchhof | Forststraße 5 (Karte)                 | 12. Jh. im Kern                                   | Die romanische Chorturmkirche ist gotisch und barock überformt. Das Kriegerdenkmal aus Granit in Art eines Findlings mit Kunststein-Einfriedung, baugeschichtlich, ortsgeschichtlich und ortsbildprägend von Bedeutung. Die Kirche ist ein Saalbau mit Chorturm und polygonaler Apsis, Putzbau mit Putzgliederungen, einem romanischen Turm mit Hufeisenbogenfriesen. | 09259994 |
|                                         | Toranlage (mit Torbogen und Pforte) eines Bauernhofes | Forststraße 12 (Karte)                | bez. 1787 (Torbogen)                              | Eine stattliche spätbarocke Toranlage in der alten Dorflage Breitingen, straßenbildprägend und baugeschichtlich von Bedeutung. Gemauerte Toranlagen mit großem und kleinem Bogen, bezeichnet G.F.N.H. 1787 am Keilstein, Putzrahmungen, das Holz von Tor und (?) erneuert. | 09259700 |
| Direkt Bild zu diesem Denkmal hochladen | Wohnhaus (Umgebinde) eines Bauernhofes | Forststraße 22 (Karte)                | Ende 18. Jh.                                      | Als Teil der ursprünglichen historischen Bebauung in ortsbildprägender Lage, baugeschichtlich von Bedeutung. Zwei Geschosse, der Bruchsteinsockel neu, Erdgeschoss verputzt, Obergeschoss aus Sichtfachwerk, die Fenstergrößen original, Fenster neu, im Erdgeschoss Reste von Umgebinde, Giebelwände aufgemauert, straßenseitig mit Flachbogennischen im Erdgeschoss, der Dachstuhl alt, traufseitig ein Anbau mit Frackdach. | 09259617 |
| Direkt Bild zu diesem Denkmal hochladen | Wohnstallhaus eines Dreiseithofes | Forststraße 26 (Karte)                | um 1820                                           | Als Bestandteil der ursprünglichen Bebauung an der Hauptstraße des Ortes, ortsgeschichtlich und baugeschichtlich von Bedeutung. Das Wohnstallhaus besteht zwei Geschossen aus Lehm-Backsteinmauerwerk, das Fachwerkobergeschoss mit Lehmausfachung. Die Fenstergrößen sind im Obergeschoss original, im Erdgeschoss leicht verändert, die Fenster neu, der Dachstuhl alt, die Dachdeckung neu, der ist Stallanbau verputzt, Ende 19. Jh. | 09259944 |
| Direkt Bild zu diesem Denkmal hochladen | Wohnstallhaus eines Bauernhofes | Gartenweg 5 (Karte)                   | 1. Hälfte 19. Jh.                                 | In der alten Dorflage Breitingen als Teil der ursprünglichen Bebauung am Ortsrand, ortsgeschichtlich und baugeschichtlich von Bedeutung. Das Wohnstallhaus mit zwei Geschossen, Bruchsteinmauerwerk verputzt, das Obergeschoss Fachwerk, die Giebelwände gemauert, die Fenstergrößen sind im Obergeschoss original, der Dachstuhl alt. | 08970003 |
| Direkt Bild zu diesem Denkmal hochladen | Fabrikantenvilla, mit Einfriedung und Toranlage | Goethestraße 19 (Karte)               | 1880                                              | Ein repräsentativer Walmdachbau mit bemerkenswerter Fassadengestaltung, die Villa gehörte zur benachbarten Flanschenfabrik, ortsgeschichtlich und baugeschichtlich von Bedeutung. Putzbau und Putzgliederungen, zweieinhalbgeschossig mit Pilastern und Fenstersohlbänken, die Fenster alt. Die Stockgesimse sind stark profiliert, ein flaches Walmdach. Der vordere Anbau zur Straße wirkt entstellend erweitert, ein rückwärtiger Anbau ist eingeschossig mit gleichen Putzgliederungen erhalten, ebenso rückwärtig ein Zwerchhaus mit zwei Flachbogenfenstern. Eine prächtige Toranlage mit drei Pfeilern aus gelben Klinkern, rötlich-braunen Klinkerbändern, die Pfeilerbekrönungen überdacht mit kleinen Pyramidendächern und oben ein Deutsches Band, ein schmiedeeisernes Tor mit den Signien A H und schmiedeeiserne Einfriedungen. | 09259946 |
| Direkt Bild zu diesem Denkmal hochladen | Ehemaliges Postamt in halboffener Bebauung | Goethestraße 20 (Karte)               | um 1910                                           | Der Putzbau mit Mansardwalmdach, einem reich gegliederten Baukörper mit originalen Details, im Reformstil der Zeit um 1910, ist ortsgeschichtlich und baugeschichtlich von Bedeutung. Der Bau besteht aus zwei Geschossen in fünf Achsen, ein Risalit mit Zwerchgiebel, Mansardwalmdach, Klinkersockel, schmiedeeiserne Fenstergitter im Erdgeschoss (mit Ornamenten und Posthorn), überdachter Eingang auf Eckpfeiler mit Keilstein bezeichnet „erbaut S.B.“ (Architektenmonogramm), Hauseingang mit Kunststeinrahmung und ovalem Oberlicht (mit farbigem Glas). Original erhalten sind Fenster, Hoftür, Treppenhaus, und Wohnungstüren. | 09259990 |
| Direkt Bild zu diesem Denkmal hochladen | Doppelmietshaus in offener Bebauung | Goethestraße 30; 32 (Karte)           | um 1900                                           | Ein schlichter Putzbau mit Blendfachwerk in Obergeschoss und Zwerchhausgiebeln, mit zahlreichen Details erhaltene Wohnbauten der Jahrhundertwende um 1900, baugeschichtlich von Bedeutung. Der Putzbau besteht aus zwei Geschossen in zwei x fünf Achsen mit gelben Klinkersockel, Stockgesims, Fensterrahmungen und Sohlbänken aus Kunststein, in Obergeschoss und Zwerchgiebeln Blendfachwerk, original erhalten sind Fenster, Treppenhaus, die Haustür (mit Klinke und Fenstergitter, Nummer 32) Kellertür, ein Außen-WC, Treppenhausfenster, Wohnungstüren, Kellerfenster mit Kunststeinrahmungen mit Firmenbezeichnung, vier Torpfeiler mit Kunststeinbekrönung (nur Nummer 30). | 09259988 |
| Direkt Bild zu diesem Denkmal hochladen | Villa | Goethestraße 33 (Karte)               | um 1925                                           | Der Putzbau mit Walmdach und verbrettertem Obergeschoss, Risalitbekrönungen im Stil der 1920er Jahre ist baugeschichtlich von Bedeutung. Ein Zweigeschossiger Putzbau mit Putzgliederungen, Bruchsteinsockel, das Obergeschoss verbrettert, Risalite mit Gliederungen, das Walmdach mit Dreiecksgauben, gartenseitig ein Anbau mit Dachterrasse, der Garageneinbau ist vermutlich original, die Fenster sind original, die Dachdeckung ist neu. | 09259989 |
|                                         | Breitinger Schule: Ehemalige Schule, heute Bibliothek | Heinrich-Pestalozzi-Straße 1 (Karte)  | 1913                                              | In der alten Dorflage Breitingen, in Ecklage mit der Forststraße, ein Putzbau im Reformstil der Zeit um 1910, ortsgeschichtlich und baugeschichtliche Bedeutung. Ein Eingeschossiger Putzbau mit Putzgliederungen, Porphyrsockel, ein überdachter Eingang, zwei Eingangstüren mit Porphyrrahmungen, die Fenster und Dachdeckung sind neu. | 09259995 |
| Direkt Bild zu diesem Denkmal hochladen | Wohnhaus, Stallgebäude und Scheune eines Dreiseithofes | Heinrich-Pestalozzi-Straße 10 (Karte) | um 1800                                           | In der alten Dorflage Breitingen, ein kleines Dreiseitgehöft am Ortsrand, baugeschichtlich von Bedeutung. Das Wohnhaus besteht aus zwei Geschossen, das Obergeschoss Fachwerk teilweise verputzt, die Fenstergrößen sind original, die Fenster neu, Giebelfassade gemauert, Putz geglättet, der Dachstuhl alt. Der Stall verfügt über ein teilweise verputztes Fachwerkobergeschoss, die Fachwerkscheune mit großem Holztor. | 09259839 |
| Direkt Bild zu diesem Denkmal hochladen | Transformatorenstation | Karl-Liebknecht-Straße (Karte)        | um 1930                                           | In der alte Dorflagen Breitingen, ein Putzbau mit Fachwerkelementen als Beispiel für landschaftlich angepasste Gestaltung von Funktionsbauten der 1920/1930er Jahre, ein Zeugnis der regionalen Elektrifizierung, technik- und versorgungsgeschichtlich von Bedeutung. | 09259365 |
| Direkt Bild zu diesem Denkmal hochladen | Seitengebäude (Wohnstallhaus) und Toranlage (mit Pforte) eines ehemaligen Dreiseithofes | Karl-Liebknecht-Straße 6 (Karte)      | 1. Hälfte 19. Jh.                                 | In der alten Dorflage ein ehemals stattliches Gehöft am Ortsrand,baugeschichtlich von Bedeutung. Teilabbruch Gehöft 1995/1999 (die als Denkmal dazugehörende Fachwerkscheune wurde zwischen 1995 und 1999 nach Einsturz abgerissen), das Wohnhaus – ein um 1880 errichteter, schlichter Putzbau – 2015 als Denkmal gestrichen, Denkmalwert hat sich nicht bestätigt. | 09259840 |
| Direkt Bild zu diesem Denkmal hochladen | Alte Schmiede: Seitengebäude einer ehemaligen Schmiede | Karl-Liebknecht-Straße 9 (Karte)      | um 1800                                           | In der alten Dorflage Breitingen, als Teile der ursprünglichen Bebauung, ortsbildprägend an der Straßenbiegung gelegen, baugeschichtlich und ortsgeschichtlich von Bedeutung. Seitengebäude mit Fachwerkobergeschoss, dem geknickten Verlauf der Straße folgend, das Erdgeschoss aus verputztem Bruchstein und Ziegeln, Krüppelwalmdach, der Dachstuhl alt, die Fenstergrößen original, im Erdgeschoss Flachbogenfenster. Die Scheune bestand aus Fachwerk und Bruchstein-Ziegel-Mauerwerk mit einem großen Holztor, Fledermausgauben. Die Hofpflasterung ist alt. Scheune (1. Hälfte 19. Jh.) – vor 2012 abgebrochen. | 09259921 |
| Direkt Bild zu diesem Denkmal hochladen | Kriegerdenkmal für die Gefallenen des Ersten Weltkrieges | Kirchstraße (Karte)                   | 1935 (Kriegerdenkmal)                             | Ein figürliches Denkmal (sterbender Krieger) aus Porphyrtuff, geschaffen vom Leipziger Bildhauer Max Alfred Brumme, ortsgeschichtlich und künstlerisch von Bedeutung, mit Inschrift: „Treu bis in den Tod“ „Weltkrieg 1914–18“. | 09259975 |
| Weitere Bilder                          | Ev. Stadtkirche Regis (Kirche (mit Ausstattung)) | Kirchstraße (Karte)                   | 1838, im Kern älter                               | Eine klassizistische Saalkirche mit eingezogenem Chor und historistischem Westturm, der Sakralbau ist im Kern mittelalterlich, baugeschichtlich, ortsgeschichtlich und ortsbildprägend von Bedeutung. Der Saalbau mit rechteckigem Chor und Westturm, Putzbau und Westturm Bruchsteinmauerwerk mit Porphyreckquaderungen und Portal mit gestuftem Porphyrgewände, Fenster des Turmes mit Porphyrrahmungen, Umbau 1887 von Hugo Altendorff, Ausstattung 1957 von Max Alfred Brumme. | 09259974 |
| Direkt Bild zu diesem Denkmal hochladen | Scheune eines Ackerbürgerhofes | Kirchstraße 9 (Karte)                 | 1. Hälfte 19. Jh.                                 | Die Fachwerk-Scheune ist ein original erhaltener Bestandteil der ursprünglichen Ortsbebauung in unmittelbarer Nähe der Kirche, baugeschichtlich von Bedeutung. Das Wohnhaus (Fachwerk im Obergeschoss, verputzt, traufständig, Krüppelwalmdach, wurde erbaut um 1750, 1776 nach Auskunft), Putzbau, zwei Geschosse, im Erdgeschoss Bruchsteinmauerwerk und Lehmmauer verputzt, das Obergeschoss Fachwerk verputzt, Lehmflechtausfachung, Fenstergrößen original, der Dachstuhl und die Deckung alt, in der Außenfassade Sandsteinsohlbänke, die Putzgliederung von 1910, 1936 der Giebel. Der Stall ist ein Putzbau, mit Bruchsteinmauerwerk im Erdgeschoss, das Krüppelwalmdach mit Resten von Fachwerk. Die Scheune ist ein Fachwerkbau mit Speichertür im Obergeschoss, Krüppelwalmdach, das Fachwerk mit Lehmausfachung, Holztraufe, Wohnhaus und Stallgebäude vor 2012 abgebrochen. | 09259972 |
| Direkt Bild zu diesem Denkmal hochladen | Pfarrhaus, Nebengebäude und Toranlage (mit zwei Torpfeilern) des Pfarrhofes | Kirchstraße 11 (Karte)                | 1. Hälfte 19. Jh.                                 | Das Pfarrhaus ist einfacher Putzbau mit Krüppelwalmdach, Nebengebäude mit Fachwerk-Obergeschoss, ein bedeutender Bestandteil der Ortsbebauung in unmittelbarer Nachbarschaft zur Kirche, ortsgeschichtlich von Bedeutung. Das Pfarrhaus ist ein Putzbau mit zwei Geschosse, Putzgliederung, profilierter Traufe, Krüppelwalmdach, der Dachstuhl alt, die Deckung neu, die Fenstergrößen sind original, die Fenster neu mit Sprossengliederung. Das Nebengebäude ist ein Fachwerkbau auf Bruchsteinmauerwerk, im Erdgeschoss sichtbar, das Obergeschoss Sichtfachwerk, Krüppelwalmdach, Dachstuhl alt, die Deckung neu, Fenstergrößen original, Fenster überwiegend alt. Die Torpfeiler aus Bruchstein mit bekrönenden Steinkugeln. | 09259973 |
| Direkt Bild zu diesem Denkmal hochladen | Wohnhaus in halboffener Bebauung | Mühlenstraße 4 (Karte)                | um 1890                                           | Ein gründerzeitlicher, zweigeschossiger Putzbau mit Kunststeingliederungen, die Tordurchfahrt mit ornamentverziertem Holztor, baugeschichtlich von Bedeutung. Die Fensterrahmen im Erdgeschoss aus Kunststein, die Fenstersohlbänke und -bekrönungen im Obergeschoss aus Kunststein mit Stuckornamenten und Konsolen, Stockgesims. die Tordurchfahrt ist ein vierteiliges Holztor mit Ornamenten. | 09259955 |
| Direkt Bild zu diesem Denkmal hochladen | Wohnhaus in offener Bebauung | Mühlenstraße 8 (Karte)                | bez. 1808                                         | Als Teil der ursprünglichen Ortsbebauung mit originalem Porphyrportal, baugeschichtlich von Bedeutung. Ein Putzbau mit zwei Geschossen, das Erdgeschoss verputzt, Obergeschoss traufseitig Sichtfachwerk, der Straßengiebel aufgemauert, die Fenstergrößen sind überwiegend verändert, Krüppelwalmdach, der Dachstuhl ist eventuell alt, eine auskragende Traufe, Porphyrportal mit Keilstein „JHT 1808“ hofseitig, kleiner Anbau rückwärtig mit Fachwerk. | 09259957 |
| Direkt Bild zu diesem Denkmal hochladen | Wohnstallhaus und Scheune eines ehemaligen Vierseithofes (Ackerbürgerhof) | Mühlenstraße 9 (Karte)                | Anfang 19. Jh.                                    | Wohnstallhaus Fachwerk im Obergeschoss, Fachwerk-Scheune, baugeschichtlich und ortsgeschichtlich von Bedeutung. - Stall: Kuhstall, Erdgeschoss Bruchstein- und Backsteinmauerwerk verputzt, Obergeschoss Sichtfachwerk mit Holzbögen im Obergeschoss (früher offener Oberlaubengang noch in einer Achse offen), Satteldach, Dachstuhl alt, Deckung neu, auskragende Traufe, Stallgewölbe-Kappengewölbe auf Steinsäulen. - Scheune: großes Ausmaß mit Anbau im 19. Jahrhundert Lehmflechtausfachung des Fachwerks, Fachwerk-Scheune, teilweise umgebaut, Tor entnommen, trotzdem ortsbildprägende Scheune. - Stall: Putzbau, zwei Geschosse, im Giebel zur Straße zwei originale Rundbogenfenster, (Pferdestall), im Obergeschoss Fenster alt mit Fenstersohlbänken im Erdgeschoss, innen Kappengewölbe auf Sandsteinpfeilern, Tür mit Sandsteingewänderesten. - Wohnhaus: Putzbau, zwei Geschosse, Krüppelwalmdach, Dachdeckung neu, Erdgeschoss Bruchsteinmauerwerk, Dachstuhl alt, Obergeschoss Sichtfachwerk mit Lehmausfachung hofseitig, Fenstergrößen hofseitig original, Fensterrahmen im Erdgeschoss mit Resten von Sandsteinrahmungen, im Erdgeschoss liegende Fenster, Haustür entstellend, profilierte Holztraufe, Vorgarten an der Ecke, Hofpflasterung, Toranlage Lehmflechtausfachung, ehemals geschlossen erhaltene Anlage Seitengebäude mit gewölbten Ställen und Oberlaubengang – beide Seitengebäude vor 2012 abgebrochen | 09259959 |
| Direkt Bild zu diesem Denkmal hochladen | Wohnhaus eines Mühlenanwesens | Mühlenstraße 18 (Karte)               | 2. Hälfte 18. Jh.                                 | Als Teil des ehemaligen Mühlgutes ein stattliches Wohnhaus in der Blickachse der Querstraße, baugeschichtlich und ortsgeschichtlich von Bedeutung. Der Putzbau, bestehend aus zwei Geschossen und sieben Achsen hat eine geglättete Putzfassade, einen flachen Mittelrisalit und ein Mansardwalmdach mit Gauben, die Fenstergrößen original, die Fenster der Dachgauben sind alt, sonst neu. | 09259969 |
|                                         | Wohnstallhaus, Seitengebäude, Scheune und Toranlage (Torbogen und Pforte) eines ehemaligen Dreiseithofes (Ackerbürgerhof) | Rathausstraße 2 (Karte)               | im Innern bez. 1808                               | Eine original erhaltene Hofanlage von besonderer Bedeutung für das Ortsbild, baugeschichtlich und ortsgeschichtlich von Bedeutung. Das Wohnstallhaus: Fachwerk, im Erdgeschoss Bruchstein, die Fenster und Türen des Stallteils mit Porphyrfenstergewänden, das Obergeschoss Sichtfachwerk mit Lehmausfachung und Speichertür und Speicherluke ins Dach hineinragend, ein Taubenschlag aus Holz, weitauskragende Traufe hofseitig. Im Stall: Gewölbe auf Steinsäulen mit Krüppelwalmdach, Dachstuhl- und Deckung alt, Stall ohne Seitengebäude: Erdgeschoss verputzt, Obergeschoss Sichtfachwerk mit weitauskragender Traufe, Dachstuhl alt, Fenstergrößen original, Fenster alt, Tür mit Porphyrfenstergewänden nur drei Achsen, hinterer Teil fehlt, Hofpflasterung, Krüppelwalmdach. Wohnstallhaus nach Auskunft bezeichnet 1808 in Stube über Türschwelle. Tür und Tor der Toranlage mit profilierten Porphyrrahmungen und Keilsteinen mit Kapitellen, Basen und Radabweisern am Tor, Tür und Tor in Mauerverband eingebunden, Seitengebäude und Scheune vor 2012 abgebrochen. | 09259947 |
| Direkt Bild zu diesem Denkmal hochladen | Wohnhaus in halboffener Bebauung, mit rückwärtig angebautem Seitengebäude | Rathausstraße 8 (Karte)               | bez. 1809                                         | Als ursprünglicher Teil der historischen Straßenzeile, Wohnhaus mit ortsgeschichtlich bedeutsamer Fassadeninschrift, baugeschichtlich von Bedeutung. Das Wohnhaus mit zwei Geschossen auf einem L-förmigem Grundriss, das Erd- und Obergeschoss verputzt, der rückwärtige Flügel mit Sichtfachwerk, Satteldach, Dachstuhl alt, Wohnhaus über hohem Kellergeschoss, die Fenstergrößen weitgehend original erhalten, Fenster teilweise neu, am Hofflügel alt, auskragende Traufen, hofseitig stärker, profilierte Holztraufe an der Fassade Holzbalken mit aufgemalter Inschrift „Ein Schreckensvoller Jammer war der 22te Oktober in dem 1800 und 7ten Jahr, Durch Brand empfand viel Noth und Schmerz des Bauhern tief gebueugtes herz Doch blickt er Dankbar auf zu Gott der war sein Tröster in der Noth der Herr hat ihm sein Herz erquickt durch ihn sieht er sich neu beglückt. den 26. August 1809 Johan Gorge Beyerlien B.M. M. Gottfried Bierckholtz Z.M.“ | 09259948 |
| Direkt Bild zu diesem Denkmal hochladen | Wohnstallhaus eines Ackerbürgerhofes | Rathausstraße 20 (Karte)              | 1. Hälfte 19. Jh., später überformt               | Ein großes Wohngebäude, die Giebelfassade von ortsbildprägendem Charakter, baugeschichtlich und ortsgeschichtlich von Bedeutung. Das Fachwerkobergeschoss über massivem Erdgeschoss, teilverputzt, Straßengiebelwand um 1880, Ziegel verputzt mit Kunststeingliederungen, gekoppeltes Rundbogenfenster im Giebel, Fenstergrößen traufseitig verändert, der Dachstuhl und die Deckung sind neu. | 09259983 |
| Direkt Bild zu diesem Denkmal hochladen | Wohnhaus, vormals Seitengebäude eines Ackerbürgerhofes (mit Nr. 20) | Rathausstraße 20a (Karte)             | bez. 1888                                         | Ein gründerzeitlicher Putzbau mit Kunststeingliederungen, von ortsbildprägendem Charakter, baugeschichtlich und ortsgeschichtlich von Bedeutung. Zwei Geschosse, Ziegelmauerwerk verputzt mit Gliederungen, Fenstersohlbänken und -bekrönungen aus Kunststein. Haustür und Treppenhaus sind original, die Fenster erneuert, saniert. | 09259984 |
| Weitere Bilder                          | Rathaus | Rathausstraße 25 (Karte)              | 1909                                              | Ein reich gegliederter Baukörper mit Turmdachreiter, im Reformstil der Zeit um 1910, wichtiger und gut erhaltener Bestandteil der Ortskernbebauung, baugeschichtlich und ortsgeschichtlich von Bedeutung. Ein zweigeschossiger Putzbau, die Putzfassade zum Teil geglättet, Porphyrsockel und -gliederungen, Ecksäule der Eingangsvorhalle mit Steinfigur, achteckiger Dachreiter mit offener Laterne. | 09259982 |
| Direkt Bild zu diesem Denkmal hochladen | Wohnstallhaus eines Bauernhofes | Schillerstraße 63 (Karte)             | um 1800                                           | In der alten Dorflage Breitingen, ein weitgehend erhaltener Bestandteil der ursprünglichen Ortsbebauung, baugeschichtlich von Bedeutung. Ein Wohnstallhaus mit zwei Geschossen, das Fachwerkobergeschoss über verputztem Lehm-Bruchsteinmauerwerk, der Straßengiebel gemauert, die Fenstergrößen überwiegend original, die Fenster in Giebelwand neu, hofseitig alt, der Dachstuhl alt, die Deckung neu, seitlich eine Erweiterung mit Schleppdach, Haustür und Stalltür alt. | 08970001 |
|                                         | Wohnhaus eines Bauernhofes | Straße des Friedens 10 (Karte)        | um 1800                                           | In der alten Dorflage Breitingen, ein traufständiges Gebäude in ortsbildprägender Lage, baugeschichtlich von Bedeutung. Ein Wohnhaus mit zwei Geschossen, das Fachwerkobergeschoss über massivem Erdgeschoss, die Giebelwände in Ziegelmauerwerk erneuert, die Fenstergrößen weitgehend original, Fenster neu, Dachstuhl alt, Einfriedung. | 09259932 |
| Direkt Bild zu diesem Denkmal hochladen | Schule, mit Turnhalle (Oberschule Regis-Breitingen, ehemals POS „Hermann Matern“) | Schulstraße 9 (Karte)                 | 1920er Jahre (Schulturnhalle); 1967–1969 (Schule) | Zweiteiliger Schulkomplex, bestehend aus älterem Turnhallenbau in traditionellen Formen der 1920er Jahre und dem im Rahmen eines umfangreichen Schulbauprogramms errichteten Schulgebäude von 1967–1969, Typenbau aus industriell hergestellten Fertigteilelementen der 2-Mp-Gewichtsklasse, orts-, zeit- und baugeschichtliche Bedeutung | 09307254 |
| Direkt Bild zu diesem Denkmal hochladen | Wohnstallhaus und Seitengebäude eines ehemaligen Dreiseithofes | Straße des Friedens 14; 14a (Karte)   | 1. Hälfte 19. Jh.                                 | Als Teil der historischen Bebauung in der Ortslage Breitingen, baugeschichtlich und ortsgeschichtlich von Bedeutung. Ein Wohnstallhaus mit zwei Geschossen, das Fachwerkobergeschoss verputzt, die Fenstergrößen im Obergeschoss original, im Erdgeschoss verändert, Krüppelwalmdach, Dachstuhl alt, Holztraufe, Das Seitengebäude ist ein Putzbau mit Kunststeinfensterrahmen und preußischem Kappengewölbe. Scheune: Putzbau mit großem Tor und kleinen Türen mit Kunststeinrahmungen, bezeichnet 1869 – Abbruch 2013 | 09259862 |
| Direkt Bild zu diesem Denkmal hochladen | Seitengebäude (mit zwei Hausnummern) eines Gehöfts | Thomas-Müntzer-Straße 8; 8a (Karte)   | um 1840                                           | Ein langgestreckter stattlicher Baukörper, vermutlich Teil des ehemaligen Rittergutes Breitingen, baugeschichtlich und ortsgeschichtlich von Bedeutung. Das Gebäude mit zwei Geschossen, im Erdgeschoss Bruchsteinmauerwerk, Fachwerkobergeschoss, die Fenstergrößen wurden bei Umnutzung zu Wohnzwecken verändert, Treppenaufgänge angebaut. | 09259698 |
| Direkt Bild zu diesem Denkmal hochladen | Schwelwerk II; VEB Zentralwerkstatt Regis; Fabrikanlage, ehemaliges Schwelwerk, bestehend aus Kulturhaus (ehemals Laboratorium), Tischlerei, Laboratorium, Transformatorenstation, Verwaltungsgebäude, Hauptmagazin, Werkhalle 1 und Küchengebäude | Werkstraße 10 (Karte)                 | 1936–1938 (Schwelwerk)                            | Weitgehend original erhaltene Werksgebäude im sachlich klassizistischen Stil der 1. Hälfte des 20. Jahrhunderts, ortsgeschichtlich, regionalgeschichtlich, baugeschichtlich und technikgeschichtlich von Bedeutung. Die Anlage wurde als Erweiterung des Schwelwerkes Regis 1936–38 errichtet, nach 1945 teildemontiert, 1949 zu VEB Zentralwerkstatt Regis umfunktioniert, 1990–2004 Stahl- und Maschinenbau AG STAMAG (Stahlbaubetrieb), ab 2004 verschiedene Unternehmen ansässig, ehem. Labor in den 1950er Jahren erweitert und zum Kulturhaus umgebaut. Das Verwaltungsgebäude ist ein Klinkerbau mit Klinkerlisenengliederungen, spitzbogige und gestufte Gewände der Portale, Küche/Verwaltungsgebäude mit Anbau für Feuerwehr, Halle I mit Brückenkran, Hauptmagazin, Labor, Transformatorenstation, Kulturhaus, ehem. Labor, Gebäude an den Gleisanlagen: alle Bauten sind Klinkerbauten mit Klinkersockel und Klinkerlisenengliederungen mit flachen Sattel- oder Walmdächern, einzelne Gebäude mit besonderen Giebelgestaltungen, teilweise original erhaltene Holzböden. | 08970107 |

## Hagenest
| Bild                                    | Bezeichnung                                                                                                 | Lage                     | Datierung                  | Beschreibung | ID       |
| --------------------------------------- | --- | ------------------------ | -------------------------- | --- | -------- |
| Direkt Bild zu diesem Denkmal hochladen | Spittel Hagenest (Ehemaliges Spittel (Armenhaus))                                                           | Hagenest 1 (Karte)       | um 1900                    | Ein original erhaltenes Kleinanwesen am Ortsrand, sozialgeschichtlich von Bedeutung. Ein eingeschossiger Bau mit Satteldach, die Fenster und Fensterläden alt, Dachstuhl- und Deckung alt (doppelte Biberschwanzdeckung), das Mauerwerk verputzt, das Nebengebäude ist ein kleiner Stall mit Futterbock, Putzbau mit Satteldach. | 08970089 |
| Direkt Bild zu diesem Denkmal hochladen | Stallgebäude eines ehemaligen Gasthofs (Gasthof Hagenest) (Gasthaus vor 2012 abgebrochen)                   | Hagenest 2 (Karte)       | bez. 1864                  | Eine ortsbildprägende Anlage, ortsgeschichtlich von Bedeutung. Das Wohnhaus ist zweigeschossig, im Erdgeschoss Lehmziegel und Backstein, im Obergeschoss Fachwerk mit Lehmflechtausfachung und Lehmziegeln, das Krüppelwalmdach mit drei Fledermausgauben, auskragende Traufe, Dachstuhl- und Deckung alt (Biberschwanz), ein seitlicher, eingeschossiger Anbau mit Frackdach, die Fenstergrößen original, Fenster alt, Sandsteinfenstergewände. In der Gaststube befindet sich eine große Balkendecke mit Unterzügen und Säulen. Der Stall, ein Putzbau, besitzt anderthalb Geschosse, innen mit Steinsäulen auf achteckigen Basen und mit Gewölben mit Gurten, gestufte Putztraufe, Speicherluke, auf Sandsteintafel bezeichnet 1867, Wohnhaus/Gasthaus (Wohnhaus um 1800, im Kern 16. Jh.) vor 2012 abgebrochen.                                                                             | 08970081 |
| Direkt Bild zu diesem Denkmal hochladen | Kriegerdenkmal für die Gefallenen des Ersten Weltkrieges                                                    | Hagenest 2 (bei) (Karte) | nach 1918 (Kriegerdenkmal) | ortsgeschichtlich von Bedeutung. Zwei Teiche im Ort (Oberer und Unterer Teich, Flstke. 4 und 38), wohl seit dem 18. Jh. bestehend, 2015 gestrichen, Teiche kein Denkmalwert | 09256798 |
| Direkt Bild zu diesem Denkmal hochladen | Wohnstallhaus eines Bauernhofes                                                                             | Hagenest 44 (Karte)      | um 1800                    | Als Teil der ursprünglichen Ortsbebauung in ortsbildprägender Lage am Teich, baugeschichtlich von Bedeutung. Ein Gebäude mit zwei Geschossen, das Erdgeschoss verputzt, das Obergeschoss mit Sichtfachwerk, der Straßengiebel um 1900 aufgemauert und mit Flachbogenfenstern, Dachstuhl alt, die Fenstergrößen im Obergeschoss original, Fenster alt, Vorgarten mit Mauer entstellend. | 08970085 |
| Direkt Bild zu diesem Denkmal hochladen | Wohnstallhaus eines Bauernhofes                                                                             | Hagenest 46 (Karte)      | um 1800                    | Als Teil der ursprünglichen Ortsbebauung, baugeschichtlich von Bedeutung. Ein Gebäude mit zwei Geschossen, im Erdgeschoss Reste von Stampflehm, Mauerwerk neue Backsteine, verputzt, das Obergeschoss mit Sichtfachwerk und Flechtlehmausfachung, Fenstergrößen im Obergeschoss original, die Fenster im Erdgeschoss teilweise liegend, Fenstergrößen in Giebelwand verändert, beide Giebelwände aufgemauert, Dachstuhl alt, Krüppelwalmdach. | 08970084 |
| Direkt Bild zu diesem Denkmal hochladen | Wohnstallhaus (mit Oberlaube und angebautem Backhaus), Stallgebäude, Schuppen und Scheune eines Bauernhofes | Hagenest 49 (Karte)      | bez. 1752                  | Ein gut erhaltener Hof mit besonders alten Bestandteilen, baugeschichtlich und ortsgeschichtlich von Bedeutung. Das Wohnstallhaus ist im Erdgeschoss teilweise massiv, teilweise mit Sichtfachwerk, teilweise Stampflehm, das Obergeschoss auskragend, Sichtfachwerk mit kleiner dreibogiger Oberlaube und zwei alten Holzgittern, Dachstuhl- und Deckung alt, bezeichnet „Broger Lösche 1752“, Haustür und Oberlicht mit Klinke aus Holz alt, Fenstergrößen im rückwärtig erhaltenen Fachwerkteil original, Fenster alt, vordere Teile später aufgemauert mit Straßengiebel. Backhaus: mit querstehendem Giebel (Fachwerkbau). Scheune: Fachwerkbau mit Lehmausfachung, Dachstuhl- und Deckung alt, mit zwei großen Toren und Holzangeln. Stall: Backsteinbau verputzt, mit preußischen Kappen, Dachstuhl- und Deckung alt, Speichertüren. Toranlage: drei große Pfeiler, Holztor und Tür alt. | 08970083 |
| Direkt Bild zu diesem Denkmal hochladen | Hagenester Schule; Ehemalige Schule, heute Wohnhaus                                                         | Hagenest 54 (Karte)      | um 1900                    | Als wichtiger Bestandteil der Ortsbebauung mit gut erhaltener Gründerzeitfassade (Neogotik), ortsgeschichtlich von Bedeutung. Das Gebäude mit zwei Geschossen steht auf einem T-förmigen Grundriss, die Haustür mit Steinstufen und Kunststeingliederungen, die Fenster neu, Holzrahmen dreiteilig (außer einem Flügel), Satteldächer, die Straßenfassade mit Mittelrisalit, geknicktem Giebel und seitlich gestuftem Giebel, profilierte Traufe, saniert. | 08970090 |

## Ramsdorf
| Bild                                    | Bezeichnung                                                               | Lage                              | Datierung                   | Beschreibung | ID       |
| --------------------------------------- | ------------------------------------------------------------------------- | --------------------------------- | --------------------------- | --- | -------- |
| Direkt Bild zu diesem Denkmal hochladen | Rittergut Ramsdorf                                                        | Am Mühlberg 1 (Karte)             | um 1900, im Kern wohl älter | Ehemaliges Herrenhaus eines Rittergutes mit Gutspark, Mühlteichen, Mühlgraben und zwei Toreinfahrten und Allee zum Park. Eine Anlage von ortsgeschichtlicher Bedeutung. Ein Putzbau mit zweieinhalb Geschossen in neun Achsen, drei Achsen zur Dorfseite Mittelrisalit über eine Achse (19. Jh.), Putzgliederung der Fenster und Brüstungsfelder. Der Mittelrisalit im Stil des Neubarock um 1900, eine profilierte Holztraufe, Rundfenster und weiblicher Stuckkopf mit Putz- und Stuckgliederungen, rückwärtig ein Dreiecksgiebel, seitlich ein hölzerner Dreiecksgiebel, Fenster alt, im Sockel- und Erdgeschoss Mauerwerk aus Sandsteinquadern, mit Resten der Toranlage sowie zwei Sandstein-Torpfeiler im Park mit Rest von einem Eisentor, alter Gehölzbestand im Park.                                     | 08970048 |
| Direkt Bild zu diesem Denkmal hochladen | Inspektorenhaus des ehemaligen Rittergutes                                | Am Mühlberg 1e (Karte)            | um 1750                     | Ein original erhaltener Bau über T-förmigem Grundriss, baugeschichtlich und ortsgeschichtlich von Bedeutung. Ein Putzbau mit zwei Geschossen, im Erdgeschoss Bruchstein- und Backsteinmauerwerk, im Obergeschoss Sichtfachwerk mit Lehmflechtwerkausfachung, Krüppelwalmdach, Dachstuhl- und Deckung alt, Fenstergrößen überwiegend original, profilierte Holztraufe, Fenster teilweise mit Sandsteingewänden, Anbau quer zum Haupthaus 19. Jh. | 08970049 |
| Direkt Bild zu diesem Denkmal hochladen | Häuslerhaus                                                               | Am Mühlberg 90 (Karte)            | 1. Hälfte 19. Jh.           | Als Teil der ursprünglichen Ortsbebauung sozialgeschichtlich von Bedeutung. Zwei Geschosse, im Erdgeschoss Bruchstein- und Backsteinmauerwerk, im Obergeschoss Sichtfachwerk mit Lehmausfachung, der West-Giebel gemauert, an der Nord-Seite ein flacher Anbau aus den Jahren um 1930, Dachstuhl- und Deckung alt, die Fenstergrößen im Obergeschoss original. | 08970052 |
| Direkt Bild zu diesem Denkmal hochladen | Wohnstallhaus (mit Oberlaube) eines Bauernhofes                           | Borngasse 15 (Karte)              | um 1750                     | Als Teil der ursprünglichen Ortsbebauung von architekturgeschichtlicher Bedeutung. Zwei Geschosse, Bruchstein- und Backsteinmauerwerk im Erdgeschoss, im Obergeschoss Sichtfachwerk mit Flechtlehmausfachung, eine auskragende Oberlaube, Dachstuhl und Dachdeckung alt, Holztraufe, die vordere Giebelwand ist aufgemauert, der vordere Teil des Baus in Backstein neu aufgebaut (nach der Mitte des 19. Jh.), ein Taubenschlag. | 08970067 |
|                                         | Dorfkirche Ramsdorf: Kirche (mit Ausstattung) und Grabstein an der Kirche | Dorfstraße (Karte)                | im Kern 13. Jh.             | Eine im Kern romanische Chorturmkirche, barock überformt, ein barocker Grabstein an der Kirche, baugeschichtlich, ortsgeschichtlich und ortsbildprägend von Bedeutung. Der Saalbau mit Chorturm (innen barocke Orgel), ist ein Putzbau mit Putzgliederung, die Patronatsloge im Norden mit Fachwerk, Gefallenendenkmal aus Sandstein, Urne abgefallen, stark verwittert (am Boden liegend), das Gefallenendenkmal war 2012 nicht mehr auffindbar, daher als Abbruch verzeichnet. | 08970038 |
| Direkt Bild zu diesem Denkmal hochladen | Scheune eines Bauernhofes                                                 | Dorfstraße 23 (Karte)             | 1. Hälfte 19. Jh.           | Als Teil der ursprünglichen Ortskernbebauung baugeschichtlich von Bedeutung. Die Scheune ist ein Sichtfachwerkbau mit zwei großen Holztoren und großem Satteldach (Wagenunterstand), die Dachstuhldeckung ist alt. | 08970040 |
| Direkt Bild zu diesem Denkmal hochladen | Ramsdorfer Schule                                                         | Dorfstraße 62 (Karte)             | 1899                        | Ein reich gegliederter Baukörper mit bewegter Dachlandschaft aus der Zeit um 1900, ortsgeschichtlich und ortsbildprägend von Bedeutung. Ein Putzbau mit zwei Geschossen, zwei leicht versetzte langgestreckte Baukörper, dazwischen ein dreigeschossiger Turmbau mit Mansardwalmdach, quergestellter Wohntrakt, eingeschossig mit Mansardkrüppelwalmdach, am Wohntrakt Fensterläden alt, die Fenster weitgehend original, drei Haustüren und Oberlichtfenster original, zwei Treppenhäuser mit Steinstufen und schmiedeeisernen Geländern, Vorgarten mit Lattenzaun und Kunststeinpfeilern, eine kleine Toranlage mit gemauerten Pfeilern, rückwärtig Giebel mit Fachwerk und Resten einer profilierten Stucktraufe, der Anbau mit Satteldach und Eckpilastern, ein Fenster mit Putzrahmen und Kunststeinsohlbank. | 08970042 |
| Direkt Bild zu diesem Denkmal hochladen | Wohnstallhaus und Seitengebäude eines Bauernhofes                         | Dorfstraße 65 (Karte)             | 18. Jh.                     | Ein Wohnstallhaus mit zwei Geschossen, Sichtfachwerk im Giebelwand, Erdgeschoss und Obergeschoss sonst mit verputztem Fachwerk, die Fenstergrößen überwiegend original, Garageneinbau im Stallteil, Dachdeckung neu, Holztraufe, Satteldach, Stall: Bruchsteinsockel, Erdgeschoss verputzt, Bruchstein und Backsteinmauerwerk, Obergeschoss Sichtfachwerk mit Backsteinausfachung, Holztraufen, Krüppelwalmdach, Dachstuhl alt, Scheune: Putzbau mit zwei großen Toren mit Tafel (bezeichnet 1899 Kröber?), Toranlage mit zwei Torpfeilern aus Sandsteinquadern mit Plattenaufsätzen und Radabweisern. Streichung 13. Juli 2000 – Scheune und Toranlage. | 08970046 |
| Direkt Bild zu diesem Denkmal hochladen | Wohnhaus eines Bauernhofes                                                | Dorfstraße 87 (Karte)             | um 1800                     | Ein wichtiger und original erhaltener Bestandteil der ursprünglichen Ortsbebauung, baugeschichtlich von Bedeutung. Zwei Geschosse, das Erdgeschoss aus Lehm-Bruchsteinmauerwerk, das Obergeschoss traufseitig Sichtfachwerk (Süd-Seite mit Andreaskreuz) mit Lehmausfachung, Giebelwände gemauert, Fenstergrößen teilweise original, teilweise alt. | 08970054 |
| Direkt Bild zu diesem Denkmal hochladen | Wohnstallhaus eines Bauernhofes                                           | Gasse 31 (Karte)                  | um 1800                     | Ein original erhaltener Teil der ursprünglichen Ortsbebauung, baugeschichtlich von Bedeutung. Zwei Geschosse, im Erdgeschoss Lehm und Bruchsteinmauerwerk, das Obergeschoss mit Sichtfachwerk, Fenstergrößen alle original, Fenster sehr alt, Dachdeckung und Dachstuhl alt, Holztraufe, westliche Giebelwand gemauert (sehr gut erhaltene Substanz), Schuppen mit Krüppelwalmdach massiv gebaut – der Schuppen ist kein Denkmal. | 08970065 |
| Direkt Bild zu diesem Denkmal hochladen | Denkmal auf dem Friedhof                                                  | Hauptstraße 49d/e (neben) (Karte) | bez. 1938                   | Gedenktafeln und Kreuz (Rosengranit) zur Erinnerung an das Autobusunglück am 14. Juli 1938, ortsgeschichtlich von Bedeutung. „Zum Gedenken an das Autobus/unglück des christl. Frauendienstes Ramsdorf-Wildenhain/in Trebsen am 14. Juli 1933“ „Gott schenke seinen Frieden/den 10 Toten die wie hier beer-/digt haben. Ja, ich komme bald!/ Amen. Ja, komm, Herr Jesu! Off.Joh.22“ | 09256795 |
| Direkt Bild zu diesem Denkmal hochladen | Wohnhaus                                                                  | Hauptstraße 49f (Karte)           | um 1900                     | Eine stattliche gründerzeitliche Putz-Klinker-Fassade mit Kunststeingliederungen, Wohnhaus des Baumeisters Edwin Jähnig, ortsgeschichtlich von Bedeutung. Zwei Geschosse, das Erdgeschoss Putz, geglättet, das Obergeschoss Klinkerfassade mit Kunststeingliederungen, zwei Reliefs mit Baumeisterwerkzeugen, Walmdach, verändert. | 08970060 |